# Giulio Bisegni
Giulio Bisegni (Frascati, 4 aprile 1992) è un ex rugbista a 15 italiano, in carriera attivo nel ruolo di tre quarti centro, e internazionale dal 2015 al 2020.

## Biografia
Bisegni si formò rugbisticamente nel Frascati, club della sua città natale.
Nel 2011 fu ingaggiato dalla S.S. Lazio con cui disputò tre stagioni in Eccellenza, esordiendo il 29 ottobre 2011 a Rovigo.
Nel febbraio 2014 collezionò da permit player tre presenze con le Zebre nel campionato Pro12, trasferendosi definitivamente alla franchigia a partire dalla stagione successiva. In seguito ne diverrà anche capitano.
Già Nazionale Under-17 e Under-18, nel 2011 disputò con l'Under-20 il campionato mondiale giovanile di rugby e il Sei Nazioni di categoria; nel 2013 e nel 2014 venne invece selezionato con l'Italia A per prendere parte rispettivamente all'IRB Nations Cup e alla Tbilisi Cup.
Selezionato in Nazionale maggiore dal C.T. Jacques Brunel, debuttò il 14 febbraio 2015 a Twickenham durante il match del Sei Nazioni contro l'Inghilterra, entrando dalla panchina come subentro a Leonardo Sarto. Successivamente, entrò in modo stabile nel gruppo nazionale, prendendo parte a Sei Nazioni 2017 e 2018 ed ai tour 2018 e 2019.
Nel 2019 prese parte alla Coppa del Mondo di rugby, disputando l'incontro del 9 settembre con il Canada.
Nel novembre 2020 annunciò il ritiro dalla Nazionale con l'intento di dedicarsi a club, università e famiglia.